# Tetrataenia
Tetrataenia is een geslacht van rechtvleugeligen uit de familie veldsprinkhanen (Acrididae). De wetenschappelijke naam van dit geslacht is voor het eerst geldig gepubliceerd in 1873 door Stål.

## Soorten
Het geslacht Tetrataenia omvat de volgende soorten:
- Tetrataenia surinama Linnaeus, 1764
- Tetrataenia virgata Gerstaecker, 1889